# Víctor Estévez Polo
Víctor Estévez Polo (Barcelona, Cataluña, 29 de enero de 1983), conocido artísticamente como Víctor o Víctor Polo, es un cantante español que se dio a conocer en la cuarta edición de Operación Triunfo España en 2005.

## Trayectoria
Estudia Periodismo y Comunicación Audiovisual, aunque ya desde pequeño es miembro de formaciones musicales de rock, funk y ska, en las que estuvo varios años ejerciendo de vocalista y también teclista. 
En 2005 se presentó a los castings para el programa de televisión Operación Triunfo, superándolos y pasando a formar parte de la academia de gran rendimiento. 

### 2005:Rock & Swing
Tras su paso por el programa, Víctor entró en el estudio a grabar el que sería su primer álbum su primer álbum de estudio, que saldría a la venta el 5 de diciembre de 2005 bajo el título, Rock & Swing, dejando claro el estilo que respiran las trece canciones del repertorio. Un álbum producido por los hermanos Toni y Xasqui Ten en los Estudios Ten de Sabadell (Barcelona). 
Definido como rock de corte actual e internacional, pasando por baladas y temas de swing grabados con big band. Un disco con canciones inéditas y tres versiones de clásicos como Phil Collins (Don't Loose my number), The Beatles (The Fool on the Hill) y The Blue Monkeys (It's Doesn't have to be this way). Este primer trabajo contó con la colaboración de músicos como Alfredo Golino, Celane Chiodo o David Palau, y también con la participación del director de la Academia de OT, Kike Santander. 
Juguemos fuerte, fue el sencillo del disco que abrió su debut en el panorama musical. Como segundo sencillo, optó por una canción totalmente opuesta a la anterior, una versión swing de los reconocidos The Beatles, como es "Fool on the Hill".
Con este disco de debut, Víctor consiguió la certificación de Disco de Oro, tras vender más de 40.000 copias.
La primavera de 2006 se pone a la venta en su Cataluña natal una edición especial de Rock & Swing, que incluye dos versiones en catalán: Juguem per vèncer y Per tu.

### 2007:Busca´t
Su segundo álbum de estudio sale en Producido por los hermanos Xasqui y Toni Ten y grabado entre los estudios Ten Productions de Sabadell y Aurha de Esplugas de Llobregat (Provincia de Barcelona), álbum masterizado por Dick Beetham en 360 Mastering Studios de Londres. 
Cantado íntegramente en catalán, Busca’t contiene once canciones pop-rock, temas roqueros mezclados con baladas de corte muy internacional, cuyas letras hablan de historias cotidianas. 
Víctor es también el coautor de seis de las once canciones, y el tema que da nombre al álbum es una de las dos canciones compuestas íntegramente por él. 
El primer sencillo extraído como presentación de este segundo álbum se llama Potser (en español: Tal vez), un tema rock muy dinámico, compuesto por Víctor en colaboración de Ivan Nalvaíz y Sergi Abad.
Este álbum cuenta además con la colaboración de Papa Juls, integrante de Sangtraït, una de las bandas históricas del rock catalán, que toca su armónica en varios temas.

### 2008:Victor Electrick Band
Después de dos discos lanzados al mercado musical con la compañía Vale Music, de la cual ha obtenido su "Carta de libertad", se apunta a un nuevo reto musical y estrena su banda de música, la Victor Electrik Band.
La formación creada por el propio Víctor (voz), cuenta con músicos experimentados como Víctor Ayuso (guitarra), Danko Compta (batería), Danytec (teclados) e Iván Nalváiz (bajo). Banda que con su energía, vitalidad y una gran voz y músicos versionaron grandes clásicos del Rock & Roll de los años 1980 y 1990 como temas de Spin Doctors, Blur, U2, Incubus y Green Day, entre otros.
Desde su creación en 2008 la banda realiza una extensa gira, Picando Piedra, con enorme éxito.

### 2012:Tú y Marisol
Este tercer álbum, Tú y Marisol, es un trabajo muy completo que abarca diferentes estilos musicales. Todos los temas fueron compuestos por Víctor Estévez y Marc Quintillà excepto "Nunca Más" donde, además de Víctor, también participaron Ivan Nalvaiz y Sergi Abad. Arreglos y producción musical de Marc Qintillà, La Quintaesencias producciones. 
Tú y Marisol es el tema que da título al disco.

### 2016 - actualidad
En el año 2016 publica Abre tus alas.
En 2017 publica dos libros Hermanos del Bajo Astral y Osiris, el hombre junto con Alicia Sánchez, como parte del proyecto Ananda Sananda

## Teatro y Musicales

### Musical
EL 20 de diciembre de 2012 se estrena en el Almería Teatre de Barcelona OVER THE MOON. LA VIDA AMB LES NOTES DE JONATHAN LARSON donde Víctor es uno de los protagonistas. Se trata de un espectáculo creado a partir de la obra del compositor Jonathan Larson. 
El elenco de está formado por Victor Estévez, Elena Gadel, Ivan Labanda y Patricia Paisal. El espectáculo cuenta con dirección musical y al piano, de Xavier Torras y dirección de David Pintó.
El espectáculo se adentra en el universo sonoro del pop-rock tan propio de Larson bebiendo de obras tan conocidas y representadas como RENT y TICK, TICK... BOOM!

### Teatro
El 14 de febrero de 2008 Víctor debuta como actor teatral con El cercle de guix caucasià (en español: El círculo de tiza caucasiano), de Bertolt Brecht. En este espectáculo, dirigido y producido por Oriol Broggi, y protagonizado por Marta Marco y Anna Lizaran, Víctor Estevéz interpretó a  el cantaire (el cantor), el personaje narrador de la historia. La obra se mantuvo en cartel en el Teatro Nacional de Cataluña hasta abril de 2008.

## Radio
Durante el verano del 2007 Víctor colaboró semanalmente en el programa Farem com si res de la cadena catalana COM Ràdio. Víctor se encargó de la sección iPod, en que se descubría la identidad de un famoso a través de las canciones que este llevaba en su iPod. 
Posteriormente, la temporada 2007-08, se incorporó al equipo de colaboradores del programa Un altre món, también de COM Ràdio, realizando semanalmente la sección Tunning musical, en la que versionaba en directo las canciones que los oyentes solicitan durante la semana. La siguiente temporada la sección se mantuvo en COM Ràdio, pero esta vez dentro del programa El día a la COM, dirigido por Jordi Duran.

## Televisión
A principios de 2007, Víctor intervino en varios episodios de Ventdelplà, del canal autonómico TV3, una de las series de mayor audiencia en Cataluña. Además de su papel, interpretando al personaje Pol Bofill, Víctor canta la sintonía de cabecera de la serie, Descobreix-te i sentiràs, tema incluido como bonus track en su segundo álbum, Busca't.
Igualmente ha hecho numerosas apariciones en la pequeña pantalla cantando en diferentes programas y participando en otros como tertulias, concursos o actos solidarios.
En 2009 forma parte del programa de TVE Los mejores años de nuestra vida, donde, juntamente a otros cantantes salidos del programa Operación Triunfo interpreta varias canciones de las últimas décadas.
El programa da lugar a una amplia y exitosa gira de conciertos por toda la geografía española con los mismos cantantes.
Durante 2010) Víctor actúa, cantando en directo, en muchos de los monográficos del programa "¡Qué tiempo tan feliz!" que dirige María Teresa Campos los sábados en Telecinco. También ha cantado en directo en el programa de Buenafuente de La Sexta Tv, canciones versionadas por él.

## Discografía
- Rock & Swing (5 de diciembre de 2005). Producido por los hermanos Toni y Xasqui Ten en los Estudios Ten de Sabadell.

- Busca´t 26 de marzo de 2007). Producido por los hermanos Xasqui y Toni Ten y grabado entre los estudios Ten Productions de Sabadell y Aurha de Esplugas de Llobregat (Provincia de Barcelona), álbum masterizado por Dick Beetham en 360 Mastering Studios de Londres.[8]

- Tu y Marisol (2012), con la producción musical Marc Qintillà, La Quintaesencias producciones.

- Abre tus alas (2016), parte de Ananda Sananda

## Colaboraciones
- Kcor D Rock (Picap 2008) Víctor canta dos de los temas de este disco (Metallica y una versión de From the inside de Linkin Park) de Lupe Villar en homenaje a los grandes del rock que nos explica así: "Después de todos estos años con SANGTRAÏT pensé, y eso hace cerca de 6 años, hacer un pequeño homenaje, a todos estos "monstruos" que me acompañaron en los momentos más importantes de mi vida con su música y que me hicieron desear, de una manera casi salvaje, formar parte de esta aventura. KCOR D ROCK, que es un recorrido por la historia del Rock desde sus comienzos hasta ahora y que recoge 13 temas versionando canciones de: Deep Purple, Black Sabbath, Whitesnake, Scorpions, Van Halen, Queen, AC/DC, Metallica, Avenged Sevenfold y Linkin Park."

- Pop Like Barcelona es un nuevo proyecto musical para Internet. Se concibe en Barcelona con un sentido de banda sonora de la ciudad y canciones de todos los estilos con ese nexo. Víctor participa con la canción rock “On my own”, tema que ha sido seleccionado por La Sexta para iniciar la campaña de los partidos de fútbol de esta temporada 2009.[9][10]

- Canción para un niño en la calle(2009)

Víctor, junto con artistas de renombre como Loquillo, Steve Hogarth, Pep Sala, ebeldes y Patxi Andión, entre otros, colabora en el disco solidario Canción para un niño en la calle con la aportación del maravilloso tema New born in my arms. El disco fue presentado por Boris Izaguirre en Mango y fue esta marca española la que se encargó de la distribución en sus tiendas. La recaudación se destinó íntegramente a la ONG Carumanda.
- Vida, Colaboró cantando la canción Desgel en un disco llamado Vida del grupo de metal Sargon grabado en Kcleta Studios.

## Videoclips musicales
- Juguemos fuerte (2007). Vale Music
- Potser (2007). Vale Music
- Me Gustaría (2013). Dirigido por Albert Grabuleda

## Premios y nominaciones
- Premi Enderrock 2008 (votación popular) a la mejor canción por "Mai Més" de su disco Busca't y finalista de 3 categorías como Mejor Grupo, Mejor Disco (Busca't), Mejor Directo.

- BUSCA´T (2007) - Finalista "Premi Disc Català de l'Any 2007" en Ràdio 4.